# 宝安中心駅
宝安中心駅（ほうあんちゅうしん-えき）は中華人民共和国深圳市宝安区に位置する深圳地下鉄1号線及び5号線の駅。

## 駅構造

### 1号線
島式ホーム1面2線を有する地下駅。ホームドアを設置。
| 1号線ホーム (B2F) | ←■1号線 機場東方面 |
| 1号線ホーム (B2F) | 島式ホーム         |
| 1号線ホーム (B2F) | ■1号線 羅湖方面→   |

### 5号線
相対式ホーム2面2線を有する地下駅。ホームドアを設置。
| 5号線ホーム (B3F) | 相対式ホーム       |
| 5号線ホーム (B3F) | ←■5号線 赤湾方面   |
| 5号線ホーム (B3F) | ■5号線 黄貝嶺方面→ |
| 5号線ホーム (B3F) | 相対式ホーム       |

## 歴史
- 2011年6月15日 - 1号線の駅として開業。
- 2011年6月22日 - 5号線の開業により乗換駅となる。

## 隣の駅
深圳地下鉄
■1号線
宝体駅 - 宝安中心駅 - 新安駅
■5号線
宝華駅 - 宝安中心駅 - 翻身駅